# Římskokatolická farnost – děkanství Jirkov
Římskokatolická farnost – děkanství Jirkov (latinsky Goerkavia) je církevní správní jednotka sdružující římské katolíky na území města Jirkov a v jeho okolí. Organizačně spadá do krušnohorského vikariátu, který je jedním z 10 vikariátů litoměřické diecéze. Centrem farnosti je děkanský kostel sv. Jiljí v Jirkově.

## Historie farnosti
Jedná se o starou farnost. Matriky jsou vedeny od roku 1645. Od 22. prosince 1783 byla farnost povýšena na děkanství, avšak někdy je děkanství uváděno až od roku 1789.
Děkanství bylo, jakožto duchovní centrum, zvláště od 50. let 20. století do 31. prosince 2012, středem tzv. jirkovského farního obvodu, z něho byly v různých etapách spravovány okolní farnosti. Před zánikem jirkovského farního obvodu jimi byly farnosti: Blatno u Chomutova, Boleboř, Ervěnice, Kalek, Nové Sedlo nad Bílinou a Sušany.
Od 1. ledna 2013 jirkovské děkanství afilovalo všechny farnosti jirkovského farního obvodu s výjimkou farnosti Ervěnice, kterou afilovalo děkanství Most – in urbe.

### Duchovní správcové vedoucí farnost
Začátek působnosti jmenovaného v duchovní správě farnosti od:
- 1558 Ioannes Korvin, zavražděn nekatolíky
- 1558 Georgius, zavražděn nekatolíky
- 1590 Martinus Lochauder
- 1591 Ioannes Cuculus
- 1595 Gabriel Frank
- 1596 Ioachim. Suetins
- 1598-1609 Daniel Doppelhan
- 1622 Christianus Wolf
- 1626 Ioannes Wachtl, † 1644
- 1644 Martinus Georgius Benth
- 1653 Carolus Scherer
- 1656 Franciscus Wittig von Steitenfeld, † 1705
- 1705 Sigismund Augustinus Heubner
- 1710 Ferdinandus Dantzer, † 1736
- 1736 Ferdinandus Franciscus Pohl, † 1756
- 1756 Antonius Richter, † 1781
- 1781 Ioann. Jos. Zuhr, † 1804
- 1804 Anton. Haackhl, † 20. 6. 1819
- 1819 decanus vacat
- 1820 Balth. Botz, n. 5. 6. 1772 Úštěk, o. 21. 7. 1798, † 27. 5. 1845
- 1845 Jos. Appelt, n. 6. 1. 1801 Eichichtens., o. 27. 8. 1825, † 6. 4. 1846
- 1846 Joann. Paul. Ritschel, n. 25. 1. 1807 Sucheyens., o. 28. 9. 1832, † 1880
- 1880 Franc. Sal. Egert, n. 29. 1. 1815 Pohoř. o. 3. 8. 1838, † 31. 7. 1896
- 30. 7. 1896 Franc. Endler, n. 11. 1846 Nixdorf, o. 23. 7. 1870, † 16. 6. 1902
- 27. 11. 1902 Ernest Mattausch, n. 8. 8. 1867 Leitmeritz, o. 29. 7. 1890, † 20. 6. 1941
- 11. 12. 1940 Eduard Buder, n. 22. 8. 1907 Georgswalde, o. 24. 6. 1934, † 17. 8. 1961
- 1. 11. 1946 Josef Dobiáš
- 1. 11. 1948 Josef Pekár
- 15. 8. 1949 Antonín Blaha
- 1. 10. 1950 Jaroslav Michal
- 16. 8. 1954 Jaroslav Knespl
- 1. 11. 1955 Emil Nešpor OFM Min.
- 1. 8. 1961 František Kolář
- 1. 8. 1964 Stanislav Rozkopal
- 1. 8. 1982 František Tomšík
- 1. 9. 2018 Miroslav Dvouletý, admin.; od 1. 12. 2003 děkan[4]

Kromě kněží stojících v čele farnosti, působili ve farnosti v průběhu její historie i jiní kněží. Většinou pracovali jako farní vikáři, kaplani, katecheté, výpomocní duchovní aj.

## Území farnosti
Do farnosti náleží území obcí:
- Bečov (Petsch)
- Blatno (Platten)
- Boleboř (Göttersdorf)
- Březenec (Pirken)
- Červený Hrádek (Rothenhaus)
- Drmaly (Türmaul)
- Gabrielina Huť (Gabrielahütten)
- Hošnice (Hoschnitz)
- Hrádečná (Sperbersdorf)
- Jindřichova Ves (Heinrichsdorf)
- Jindřišská (Hannersdorf)
- Jirkov (Görkau)
- Kalek (Kallich)
- Kundratice (Kunnersdorf)
- Květnov (Quinau)
- Kyjice (Kaitz)
- Mezihoří (Gersdorf)
- Načetín (Natschung)
- Nové Sedlo nad Bílinou (Neudorf an der Biela)
- Orasín (Uhrissen)
- Otvice (Udwitz)
- Podhůří (Schimberg)
- Pyšná (Stolzenhan)
- Radenov (Rodenau)
- Strupčice (Trupschitz)
- Sušany (Zuscha)
- Svahová (Neuhaus)
- Šerchov (Schergau)
- Újezd (Ojes)
- Vinařice (Wengarten)
- Vrskmaň (Wurzmes)
- Vysoká Pec (Hohenofen)
- Vysoké Březno (Ober Priesen)
- Zaječice (Sadschitz)
- Zákoutí (Bernau)

## Římskokatolické sakrální stavby na území farnosti
| | Fotografie | Stavba                              | Místo                                    | Bohoslužby                                                                 | Zeměpisné souřadnice             | Status                                 | Číslo kulturní památky          |
| Kostely | Kostely    | Kostely                             | Kostely                                  | Kostely                                                                    | Kostely                          | Kostely                                | Kostely                         |
| --- | ---------- | ----------------------------------- | ---------------------------------------- | -------------------------------------------------------------------------- | -------------------------------- | -------------------------------------- | ------------------------------- |
| 1. |            | Kostel sv. Michaela archanděla      | Blatno                                   | bližší informace o bohoslužbách                                            | 50°5′50″ s. š., 13°23′23″ v. d.  | filiální kostel                        | 14991/5-447 (Pk•MIS•Sez•Obr•WD) |
| 2. |            | Kostel sv. Mikuláše                 | Boleboř                                  | bližší informace o bohoslužbách                                            | 50°32′25″ s. š., 13°24′52″ v. d. | filiální kostel                        | —                               |
| 3. |            | Kostel sv. Jiljí                    | Jirkov                                   | bližší informace o bohoslužbách                                            | 50°29′55″ s. š., 13°26′52″ v. d. | farní kostel                           | 26559/5-507 (Pk•MIS•Sez•Obr•WD) |
| 4. |            | Kostel sv. Václava                  | Kalek                                    | bližší informace o bohoslužbách                                            | 50°34′34″ s. š., 13°19′35″ v. d. | filiální kostel                        | 18064/5-534 (Pk•MIS•Sez•Obr•WD) |
| 5. |            | Kostel Navštívení Panny Marie       | Květnov                                  | bližší informace o bohoslužbách                                            | 50°31′12″ s. š., 13°22′31″ v. d. | filiální kostel                        | 45379/5-451 (Pk•MIS•Sez•Obr•WD) |
| 6. |            | Kostel sv. Barbory                  | Otvice                                   | bližší informace o bohoslužbách                                            | 50°28′47″ s. š., 13°27′8″ v. d.  | filiální kostel                        | —                               |
| 7. |            | Kostel sv. Václava                  | Strupčice                                | bližší informace o bohoslužbách                                            | 50°28′15″ s. š., 13°32′ v. d.    | filiální kostel                        | 21959/5-760 (Pk•MIS•Sez•Obr•WD) |
| 8. |            | Kostel sv. Marka                    | Sušany                                   | bližší informace o bohoslužbách                                            | 50°26′37″ s. š., 13°33′15″ v. d. | filiální kostel                        | 19392/5-766 (Pk•MIS•Sez•Obr•WD) |
| Kaple |            |                                     |                                          |                                                                            |                                  |                                        |                                 |
| 9. |            | Kaple Panny Marie                   | Hrádečná                                 | bližší informace o bohoslužbách                                            | 50°29′58″ s. š., 13°23′5″ v. d.  | obecní kaple                           | —                               |
| 10. |            | Kaple sv. Huberta                   | Načetín                                  | bohoslužby příležitostně                                                   |                                  | obecní kaple                           | —                               |
| 11. |            | Kaple sv. Anny                      | Kalek                                    | bližší informace o bohoslužbách                                            |                                  | obecní kaple                           | —                               |
| 12. |            | Kaple Panny Marie                   | Svahová                                  | bližší informace o bohoslužbách                                            | 50°33′17″ s. š., 13°24′37″ v. d. | kaple                                  | —                               |
| 13. |            | Kaple Nejčistšího srdce Panny Marie | Vinařice                                 | bližší informace o bohoslužbách Archivováno 1. 8. 2020 na Wayback Machine. | 50°30′14″ s. š., 13°25′54″ v. d. | kaple                                  | —                               |
| 14. |            | Kaple Panny Marie                   | Bečov                                    | bližší informace o bohoslužbách                                            | 50°30′34″ s. š., 13°20′52″ v. d. | kaple                                  | —                               |
| Oratoria |            |                                     |                                          |                                                                            |                                  |                                        |                                 |
| 15. |            | Oratorium                           | Domov důchodců, U Dubu 1562, Jirkov      | bližší informace o bohoslužbách                                            | 50°30′11″ s. š., 13°26′52″ v. d. | modlitebna                             | —                               |
| 16. |            | Oratorium                           | Domov důchodců, Mládežnická 1753, Jirkov | bližší informace o bohoslužbách                                            | 50°30′3″ s. š., 13°25′48″ v. d.  | modlitebna                             | —                               |
| Zaniklé sakrální stavby v období komunistické totality ve 20. století ve farnosti – děkanství Jirkov |            |                                     |                                          |                                                                            |                                  |                                        |                                 |
| 17. |            | Kostel sv. Linharta (Leonarda)      | Březenec                                 | nelze sloužit                                                              | 50°29′41″ s. š., 13°24′55″ v. d. | hřbitovní kostel, zbořen roku 1982     | —                               |
| 18. |            | Kostel sv. Anny                     | Jirkov                                   | nelze sloužit                                                              | 50°29′50″ s. š., 13°26′54″ v. d. | hřbitovní kostel, zbořen v březnu 1966 | —                               |
| 19. |            | Kaple Narození Panny Marie          | Vrskmaň                                  | nelze sloužit                                                              | 50°29′14″ s. š., 13°29′43″ v. d. | kaple, zbořena mezi roky 1972 a 1974   | —                               |
| Některé drobné sakrální stavby a pamětihodnosti lze dohledat zde v databázi Drobné sakrální památky Zaniklé sakrální stavby lze dohledat zde v databázi Poškozené a zničené kostely, kaple a synagogy v České republice |            |                                     |                                          |                                                                            |                                  |                                        |                                 |

Ve farnosti se nacházejí také další drobné sakrální stavby a pamětihodnosti. Historicky se na území farnosti, včetně afilovaných farností, nacházelo větší množství kostelů, kaplí, kapliček a dalších sakrálních objektů. Velká část z nich byla zbořena nebo poškozena v 2. polovině 20. století. S výjimkou jirkovské farnosti (do 31. prosince 2012) jsou seznamy těchto objektů na stránkách zaniklých farností.